# 琳·约鲁姆·苏兰
琳·约鲁姆·苏兰（挪威語：Linn Jørum Sulland，1984年7月15日—），挪威女子手球運動員，亦是挪威國家女子手球隊隊員，司職後衛。曾在2011年世界女子手球錦標賽為挪威隊奪得冠軍。此外，她亦代表國家參與沙灘手球比賽。

## 生平
2012年，苏兰代表挪威參加英國倫敦舉行的奥林匹克运动会女子手球比賽，助球隊成功衛冕。

## 家庭
母親曾為手球運動員，亦曾是挪威國家女子手球隊隊員。胞妹兰迪·苏兰（Randi Sulland）目前則與她效力同一間球會。